# Castel Rozzone
Castel Rozzone – miejscowość i gmina we Włoszech, w regionie Lombardia, w prowincji Bergamo.
Według danych na styczeń 2009 gminę zamieszkiwało 2879 osób przy gęstości zaludnienia 1766 os./1 km².